# Франсиско Лопез де Гомара
Франсиско Лопез де Гомара (шп. Francisco López de Gómara; 1511–1566), шпански историчар и биограф Ернана Кортеса.

## Биографија
Франсиско Лопез рођен је 2. фебруара 1511. у малом месту Гомара у покрајини Сорија у Шпанији, и након школовања одабрао је свештенички позив.  Могуће је да је стекао своје одлично класично образовање на Универзитету у Саламанци, а готово сигурно га је усавршио у десетогодишњем боравку у Италији, 1531-1540, где је постао штићеник шпанског амбасадора Дијега Хуртада де Мендозе, једног од најеминентнијих хуманиста тог времена. Пратио је Карла V у катастрофалној експедицији против Алжира 1541. године, када је упознао Ернана Кортеса и ступио у његову службу. Био је Кортесов приватни секретар и капелан наредних шест година, све до смрти свог послодавца, 1547. Разумно је претпоставити да је током овог периода Гомара прикупио материјале за своју Историју Индија. Након Кортесове смрти, преселио се у Ваљадолид, где је провео остатак живота пишући, и тамо умро нешто пре 1566.
Иако никада није био у Америци, написао је дело Општа историја Индија, од које је најпознатији други део, познат под именом Хроника Нове Шпаније или Историја освајања Мексика (шп. Historia de la conquista de México), објављено 1552. године. Као реакцију на неистине у Гомариној књизи, Кортесов бивши војник Бернал Дијаз дел Кастиљо написао је књигу Права историја освајања нове Шпаније (1568).